# Centrum Badania Ludobójstwa i Ruchu Oporu Mieszkańców Litwy

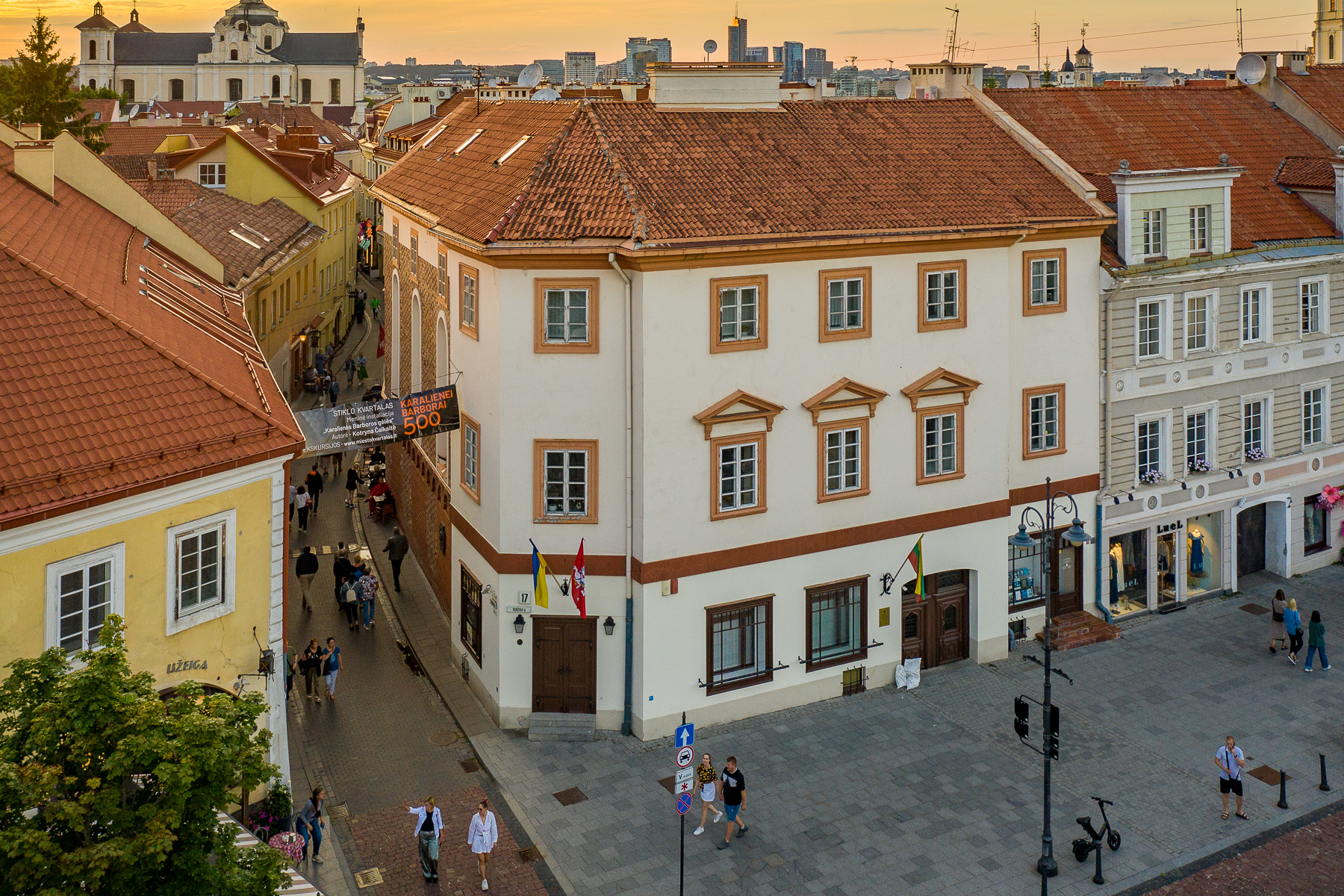

Centrum Badania Ludobójstwa i Ruchu Oporu Mieszkańców Litwy (lit. Lietuvos gyventojų genocido ir rezistencijos tyrimo centras) – litewska instytucja państwowa powołana 29 października 1992 przez Radę Najwyższą zajmująca się badaniem przejawów ludobójstwa i zbrodni przeciw ludzkości, prześladowania w czasie radzieckiej i  niemieckiej nazistowskiej okupacji oraz zbrojnego i pokojowego ruchu oporu przeciwko okupacji.
Od 1997 w skład Centrum wchodzi też powołane w 1992 Muzeum Ofiar Ludobójstwa w Wilnie (Genocido aukų muziejus). 
Dyrektorem Centrum jest Birutė Burauskaitė.